# 231
El año 231 (CCXXXI) fue un año común comenzado en sábado del calendario juliano, en vigor en aquella fecha.
En el Imperio romano el año fue nombrado como el del consulado de Claudio y Salustio o, menos comúnmente, como el 984 Ab urbe condita, siendo su denominación como 231 posterior, de la Edad Media, al establecerse el Anno Domini.

## Acontecimientos
- Alejandro Severo hace campaña contra los persas acompañado por su madre, Julia Mamea.
- Orígenes se exilia en Cesarea.